# Rör mig inte!
Rör mig inte! (egentligen: Rör mig inte!, originaltitel: Shatter Me) är en dystopisk ungdomsroman skriven av Tahereh Mafi. Det är hennes första bok och den utgavs i Sverige under april 2012. Handlingen berättas av huvudpersonen, Juliette, en 17-årig tjej vars beröring är dödlig. Den andra boken Rädda mig inte! utkom under april 2013 och den tredje boken Sätt mig i brand! släpptes i februari 2014. De är översatta av Carina Jansson.
År 2011 fick 20th Century Fox filmrättigheterna för boken. 
År 2015 köpte ABC Signature Studos upp rättigheterna och kommer under 2019 att släppa en miniserie. 

## Bakgrund
Juliette har övergetts av sina föräldrar med anledning av hennes dödliga beröring. Hon hamnar i händerna på den styrande makten, Återetablissemanget. Samhället styrs med järnhand och på grund av miljöförstöring och skövling är levande organismer sällsynta.

## Handling
Juliette, är en sjuttonåriga flicka som inte kan vidröra någon annan människa och har satts i fängelse på grund av hennes farliga förmåga. Efter 264 dagar i en isoleringscell kommer en person, Adam, en av hennes gamla skolkamrater, för att dela hennes cell för första gången sedan hon blev inlåst. Han sänds dit på uppdrag av Warner, son till ledaren av Återetablissemanget, för att spionera på Juliette. Warner har länge studerat Juliette och hennes mystiska förmåga och planerar att använda henne som ett vapen. Dock har Adam helt andra planer och tillsammans med Juliette rymmer de för att istället gå med i motståndsrörelsen. Motståndsrörelsen består av en grupp människor, alla med olika märkliga förmågor, precis som Juliette. På deras bas får Juliette tillsammans med de andra försöka att tämja sin förmåga, men det visar sig svårare än någon någonsin trott.

## Kritik
Rädda mig inte! har fått blandad kritik. Den beröms för spänningen och romantiken, men beskylls för att vara lik så många andra böcker.

## Karaktärer
- Juliette Ferrars: En 17-årig tjej som måste övertyga sig själv om att hon inte är ett monster trots hennes dödliga händer. Hon är brunhårig med blågröna ögon.
- Adam Kent: Juliettes gamla skolkamrat som numera är soldat i armén som senare blir Juliettes cellkompis. Han är brunhårig med blåa ögon.
- Aaron Warner: Son till ledaren av Återetablissemanget, makthungrig och besatt av Juliette och hennes krafter. Han är blond med gröna ögon.
- Kenji Kishimoto: Adams soldatkompis.
- James Kent: Adams yngre bror.
- Castle: Ledare för motståndsrörelsen.